# Philosina alba
Philosina alba är en trollsländeart som beskrevs av Wilson 1999. Philosina alba ingår i släktet Philosina och familjen Megapodagrionidae. IUCN kategoriserar arten globalt som sårbar. Inga underarter finns listade i Catalogue of Life.